# USA i olympiska sommarspelen 1900

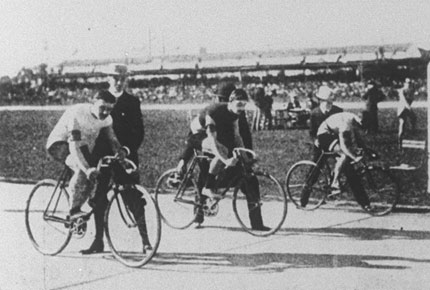
Olympiska spelen, år 1900

USA deltog med 76 deltagare vid de olympiska sommarspelen 1900 i Paris. Totalt vann de fyrtiosju medaljer och slutade på andra plats i medaljligan. Utöver de medaljörer som listas nedan så vann amerikanska deltagare totalt ytterligare fyra medaljer i lag tillsammans med deltagare från andra länder och dessa medaljer räknas idag till kombinationslag.

## Medaljer

### Guld
- Irving Baxter - Friidrott, höjdhopp
- Irving Baxter - Friidrott, stavhopp
- Ray Ewry - Friidrott, stående längdhopp
- Ray Ewry - Friidrott, stående tresteg
- Ray Ewry - Friidrott, stående höjdhopp
- John Flanagan - Friidrott, släggkastning
- Frank Jarvis - Friidrott, 100 m
- Alvin Kraenzlein - Friidrott, 60 m
- Alvin Kraenzlein - Friidrott, 110 m häck
- Alvin Kraenzlein - Friidrott, 200 m häck
- Alvin Kraenzlein - Friidrott, längdhopp
- Maxie Long - Friidrott, 400 m
- Meyer Prinstein - Friidrott, tresteg
- Richard Sheldon - Friidrott, kulstötning
- Walter Tewksbury - Friidrott, 200 m
- Walter Tewksbury - Friidrott, 400 m häck
- Margaret Ives Abbott - Golf
- Charles Sands - Golf
- William Carr, Harry DeBaecke, John Exley, John Geiger, Edwin Hedley, James Juvenal, Roscoe Lockwood, Edward Marsh och Louis Abell - Rodd, åtta med styrman

### Silver
- Irving Baxter - Friidrott, stående längdhopp
- Irving Baxter - Friidrott, stående tresteg
- Irving Baxter - Friidrott, stående höjdhopp
- Meredith Colket - Friidrott, stavhopp
- James Connolly - Friidrott, tresteg
- John Cregan - Friidrott, 800 m
- Truxton Hare - Friidrott, släggkastning
- William Holland - Friidrott, 400 m
- Josiah McCracken - Friidrott, kulstötning
- John McLean - Friidrott, 110 m häck
- Myer Prinstein - Friidrott, längdhopp
- Walter Tewksbury - Friidrott, 60 m
- Walter Tewksbury - Friidrott, 100 m
- Pauline Whittier - Golf

### Brons
- John Lake - Cykling, sprint
- John Bray - Friidrott, 1500 m
- Robert Garrett - Friidrott, kulstötning
- Robert Garrett - Friidrott, stående tresteg
- David Hall - Friidrott, 800 m
- Josiah McCracken - Friidrott, släggkastning
- Fred Moloney - Friidrott, 110 m häck
- Lewis Sheldon - Friidrott, tresteg
- Lewis Sheldon - Friidrott, stående höjdhopp
- Richard Sheldon - Friidrott, diskuskastning
- Walter Tewksbury - Friidrott, 200 m häck
- Daria Pratt - Golf
- H. MacHenry - Segling, 3 - 10 ton bana 2
- Marion Jones - Tennis, singel